# برج میان ده ترکان
برج میان ده ترکان مربوط به دوره افشار - دوره زند است و در شهرستان خاتم، بخش مروست، دهستان هرابرجان، روستای ترکان، محله میان ده واقع شده و این اثر در تاریخ ۱۸ شهریور ۱۳۸۷ با شمارهٔ ثبت ۲۳۱۵۶ به‌عنوان یکی از آثار ملی ایران به ثبت رسیده است.